# Пшибениці
Пшибениці (пол. Przybenice) — село в Польщі, у гміні Скальбмеж Казімерського повіту Свентокшиського воєводства.
Населення — 170 осіб (2011).
У 1975-1998 роках село належало до Келецького воєводства.

## Демографія
Демографічна структура на день 31 березня 2011 року:
|          | Загалом | Допрацездатний вік | Працездатний вік | Постпрацездатний вік |
| -------- | ------- | ------------------ | ---------------- | -------------------- |
| Чоловіки | 78      | 9                  | 56               | 13                   |
| Жінки    | 92      | 17                 | 45               | 30                   |
| Разом    | 170     | 26                 | 101              | 43                   |